# Handikhera, Aurad
Handikhera là một làng thuộc tehsil Aurad, huyện Bidar, bang Karnataka, Ấn Độ.